# Војислав Лазовић
Војислав Лазовић (Голово, 1889—1968) био је земљорадник, учесник Балканских ратова и Првог светског рата и носилац Карађорђеве звезде са мачевима.
Рођен је 1. маја 1889. године у Голову, општина Чајетина, у земљорадничкој породици Млађена и Павлије. Војни рок је служио у 3. чети 2. батаљона IV пешадијског пука, са којом је прошао сва ратишта у ратовима од 1912. до 1918. године. Посебно се истакао на положају Црна чука, када је са својим водом освојио положај и заробио два митраљеза. Том прилком је рањен у главу и стомак, метак му се зауставио код кичме и ту остао.
После повратка из рата Војислав се вратио на очево имање и земљорадњи, где је живео са породицом до смрти 1968. године.